# Барембах
Барембах (фр. Barembach) насеље је и општина у источној Француској у региону Алзас, у департману Доња Рајна која припада префектури Молсхајм.
По подацима из 2011. године у општини је живело 868 становника, а густина насељености је износила 87,5 становника/km². Општина се простире на површини од 9,92 km². Налази се на средњој надморској висини од 335 метара (максималној 910 m, а минималној 289 m).

## Демографија
| 1962. | 1968. | 1975. | 1982. | 1990. | 1999. | 2011. |
| ----- | ----- | ----- | ----- | ----- | ----- | ----- |
| 838   | 842   | 852   | 849   | 872   | 873   | 868   |

График промене броја становника у току последњих година